# Haos de Crăciun
Haos de Crăciun (titlu original: Love the Coopers, denumit Christmas with the Coopers în Regatul Unit) este un film de Crăciun de comedie american din 2015 regizat de Jessie Nelson. Este narat de Steve Martin. Rolurile principale au fost interpretate de actorii Alan Arkin,  John Goodman,  Ed Helms,  Diane Keaton și  Jake Lacy.

## Prezentare
Când patru generații ale familiei Cooper se reunesc pentru sărbătorirea anuală a Ajunului Crăciunului, o serie de vizitatori neașteptați și evenimente puțin probabile transformă noaptea cu susul în jos, ceea ce face ca toți să aibă o redescoperire surprinzătoare a obligațiunilor de familie și să intre în spiritul sărbătorii.

## Distribuție
- Steve Martin (voce) - Narator/Rags the Dog
- Alan Arkin - Bucky
- John Goodman -  Sam Cooper
- Ed Helms - Hank
- Diane Keaton - Charlotte Cooper
- Jake Lacy - Joe
- Anthony Mackie - Officer Percy Williams
- Amanda Seyfried - Ruby
- June Squibb - Mătușa Fishy
- Marisa Tomei - Emma
- Olivia Wilde - Eleanor
- Alex Borstein - Angie
- Blake Baumgartner - Madison
- Timothée Chalamet - Charlie
- Maxwell Simkins - Bo
- Dan Amboyer - Jake
- Molly Gordon - Lauren Hesselberg
- Cady Huffman - Gift shop clerk

## Vezi și
- 2015 în film

Format:Jessie Nelson